# St. Josef (Pößneck)

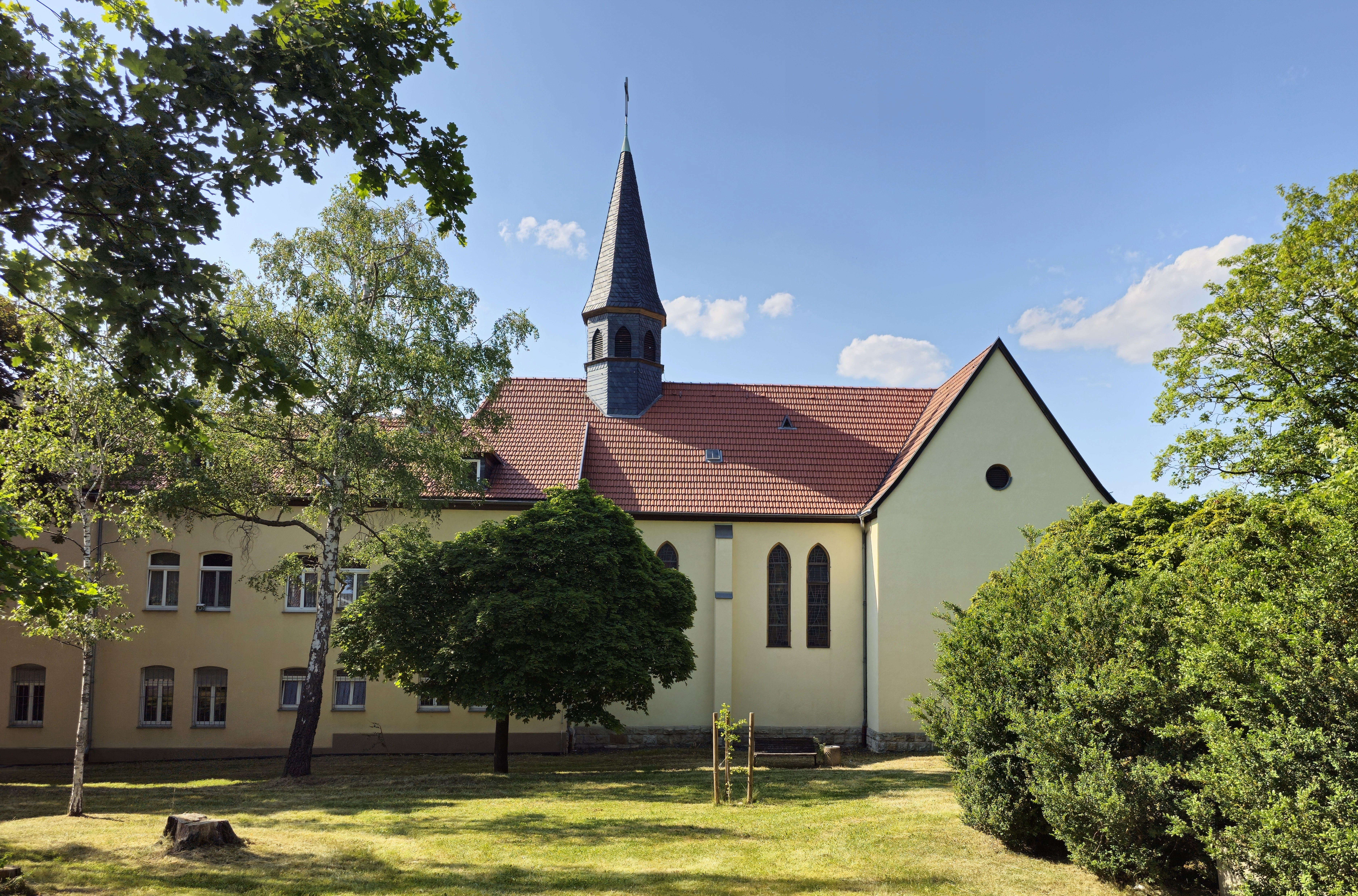
St. Josef Pößneck

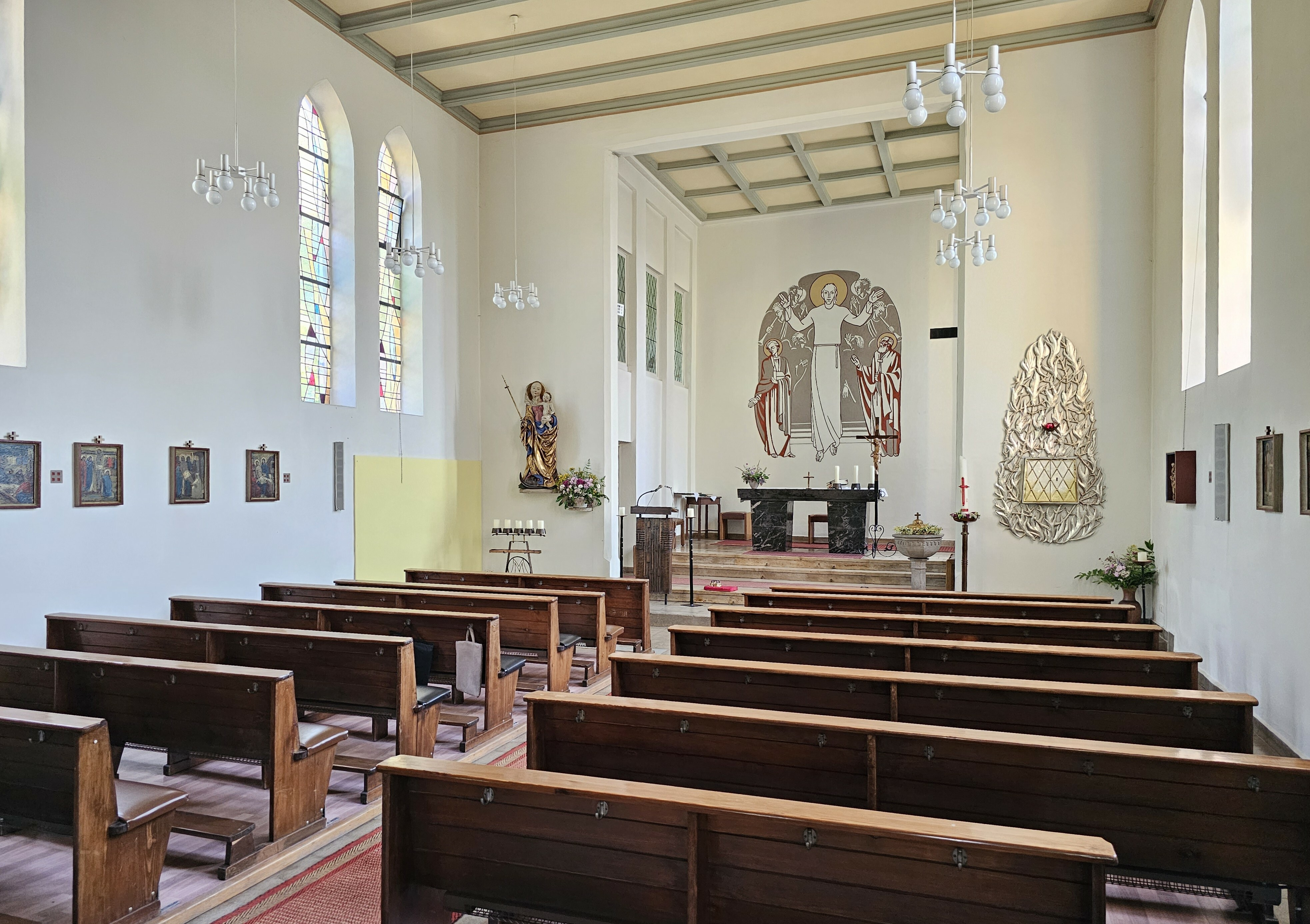
Innenraum, Blick nach Südwest

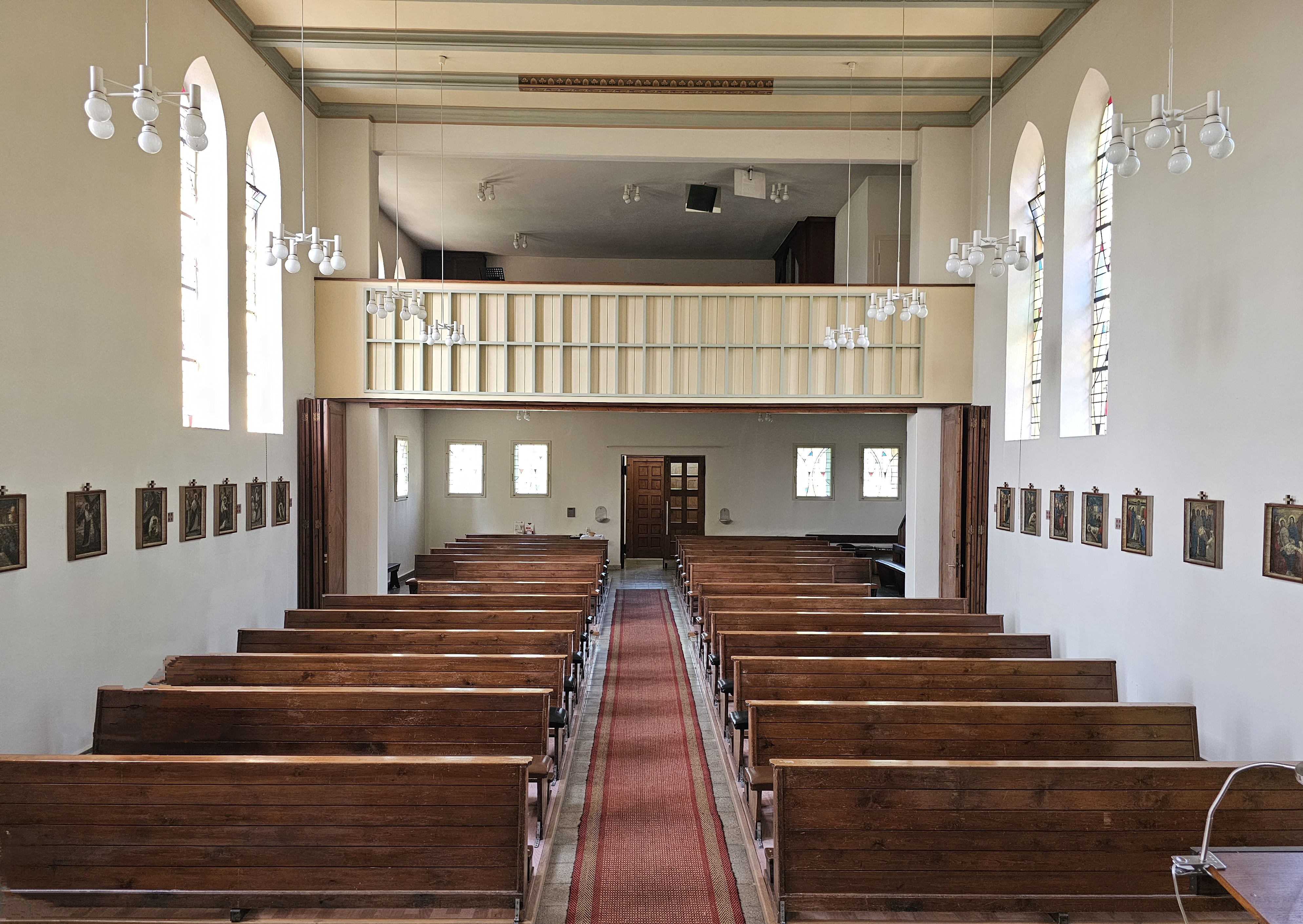
Blick nach Nordost (2023)

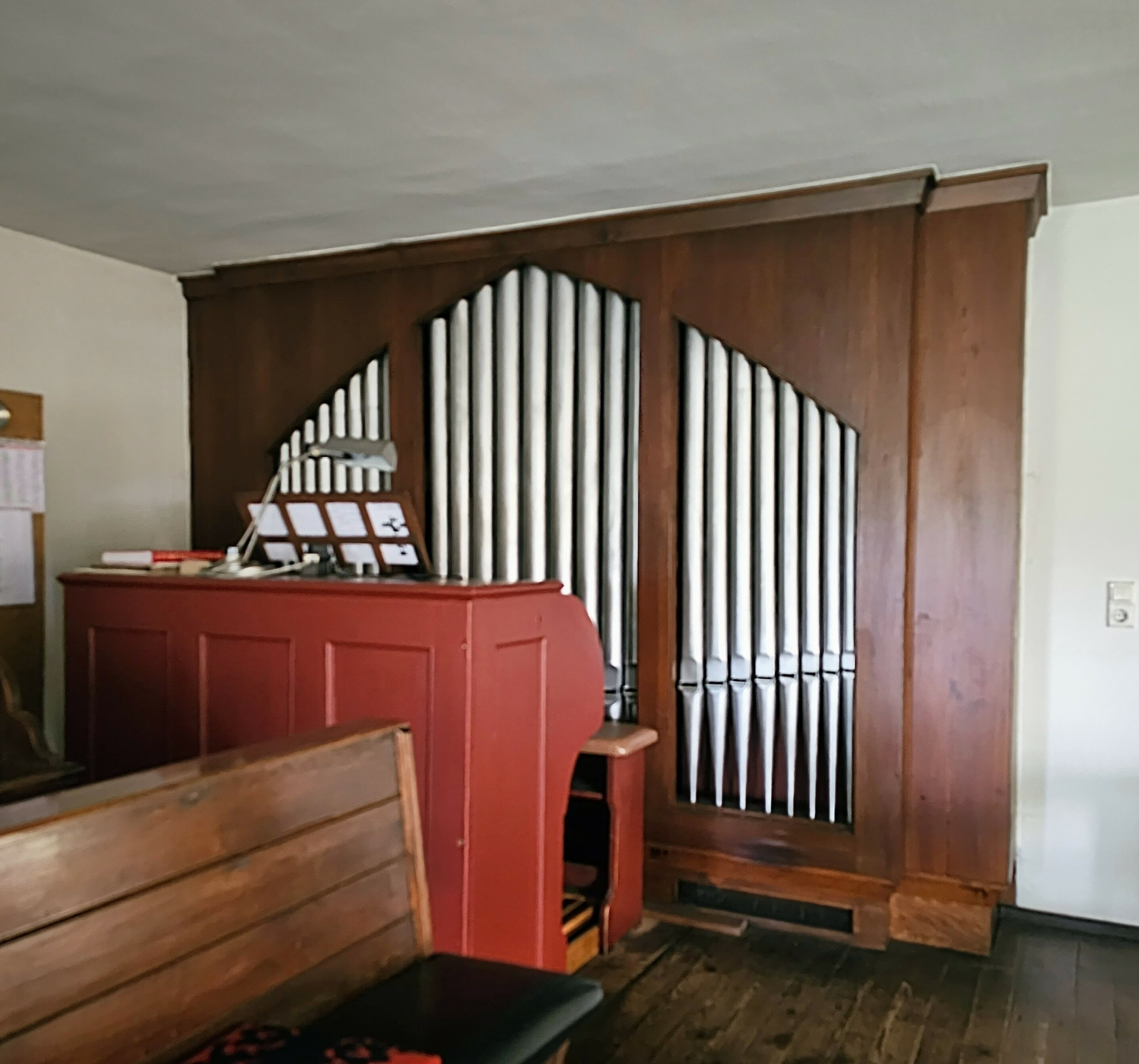
Orgel auf der Empore

Die römisch-katholische Filialkirche St. Josef steht in Pößneck im thüringischen Saale-Orla-Kreis. Sie ist Filialkirche der Pfarrei St. Marien Neustadt an der Orla im Dekanat Weimar des Bistums Erfurt. Sie trägt das Patrozinium des heiligen Josef von Nazaret.

## Geschichte
Propst Reick aus Erfurt weihte die Kirche St. Josef am 16. Juli 1899 im Auftrag des Bistums Würzburg. Zur Gemeinde gehörten 250 Mitglieder. Am 9. Februar 1903 wurde eine Seelsorgestelle für Pößneck durch das zuständige Ministerium genehmigt. Das Pfarrhaus wurde 1917 erworben. Während des Ersten Weltkrieges nahmen russische und französische Kriegsgefangene am Gottesdienst teil. 1925 wurde die Sakristei als Verbindungsbau zwischen Kirche und Pfarrhaus gebaut. Die Errichtung des Turms erfolgte 1926 und am 29. August die Glockenweihe. 1946 kamen sehr viele Flüchtlinge nach Pößneck und die Gemeinde wuchs sehr stark. Unter den Flüchtlingen war Dechant Steffan aus dem Sudetenland. Einen Umbau erfuhr die Kirche im Jahr 1954 und Pfarrer Hartung wurde der Gemeinde zugeteilt. Die Weihe einer zweiten Glocke fand zum Jahreswechsel 1961/1962 statt. Zwischen 1991 und 1999 wurde die Kirche saniert und die Orgel überholt. Seit 2021 ist die Kirche Kirchort der Pfarrei St. Marien Neustadt an der Orla.

## Orgel
Die Orgel wurde 1928 von Willibald Siemann als Opus 443 erbaut und in den 1960er Jahren durch Lothar Heinze umgebaut. Sie hat 13 Register auf zwei Manualen und Pedal. Register- und Tontraktur sind pneumatisch. 1999 erfolgte eine Überholung.

## Glocken
| Nr. | Name | Gussjahr | Gießer |
| --- | ---- | -------- | ------ |
| 1   |      | 1926     |        |
| 2   |      | 1961     |        |